# Ronald Stampfer
Ronald Stampfer (16 dicembre 1976) è un ex sciatore alpino austriaco.

## Biografia
Stampfer, originario di Sankt Gallenkirch, debuttò in campo internazionale in occasione dei Mondiali juniores di Lake Placid 1994; in Coppa Europa esordì il 13 dicembre 1995 a Obereggen in slalom speciale, senza completare la prova, e ottenne il primo podio il 16 dicembre 1998 nelle medesime località e specialità (2º). Nel 1999 esordì in Coppa del Mondo, il 17 gennaio a Wengen in slalom speciale (23º), e conquistò la prima vittoria in Coppa Europa, l'11 febbraio a Tarvisio nella medesima specialità.
Nel 2000 ottenne la seconda e ultima vittoria in Coppa Europa (nonché ultimo podio), il 6 gennaio a Krompachy/Plejsy in slalom gigante, e il miglior piazzamento in Coppa del Mondo, il 9 marzo a Schladming in slalom speciale (7º); prese per l'ultima volta il via in Coppa del Mondo il 14 gennaio 2001 a Wengen in slalom speciale, senza completare la prova, e si ritirò al termine della stagione 2001-2002: la sua ultima gara fu uno slalom gigante FIS disputato il 12 aprile a Davos. Non prese parte a rassegne olimpiche o iridate.

## Palmarès

### Coppa del Mondo
- Miglior piazzamento in classifica generale: 84º nel 2000

### Coppa Europa
- Miglior piazzamento in classifica generale: 4º nel 1999
- 3 podi:
  - 2 vittorie
  - 1 secondo posto

#### Coppa Europa - vittorie
| Data             | Località         | Paese      | Specialità |
| ---------------- | ---------------- | ---------- | ---------- |
| 11 febbraio 1999 | Tarvisio         | Italia     | SL         |
| 6 gennaio 2000   | Krompachy/Plejsy | Slovacchia | GS         |

Legenda:

GS = slalom gigante

SL = slalom speciale

### Campionati austriaci
- 1 medaglia:
  - 1 oro (slalom speciale nel 1999)